# 侧茎橐吾
侧茎橐吾（学名：Ligularia pleurocaulis）是菊科橐吾属的植物，是中国的特有植物。分布在中国大陆的云南等地，生长于海拔3,000米至4,700米的地区，多生于山坡、灌丛、溪边及草甸，目前尚未由人工引种栽培。

## 异名
- Cremanthodium pleurocaule (Franch.) R. Good